# Federico Brandt
Federico Brandt (Caracas, Venezuela, 17 de mayo de 1878-Ibídem, 25 de julio de 1932) fue un pintor venezolano. Sus hijas, Julia y Mary Brandt también fueron pintoras. 

## Biografía
Federico Brandt nació el 17 de mayo de 1878 y Comenzó
```
sus estudios en 1889 en la 
Academia de Bellas Artes de Caracas
, continuó en 
París
 y en 
Hamburgo
, 
Alemania
, a donde había sido enviado por su padre para que estudiara Comercio.
[
1
]
```

En 1899 obtuvo el primer premio del certamen de fin de curso en la Academia de Bellas Artes de Caracas, donde fue alumno de los pintores Emilio Mauri y Antonio Herrera Toro. En París figuró inscrito en el curso de Jean-Paul Laurens en la Academia Julian y estudió con el gran pintor Antonio de La Gandara. En sus tiempos de estudiante estuvo durante una temporada en Bélgica y pintó en Brujas sus primeros trabajos de influencia impresionista en 1903.
Regresó a Caracas en 1904 y empezó a asistir nuevamente a la Academia de Bellas Artes, en la cual conocería a los futuros integrantes del Círculo de Bellas Artes. La protesta de los alumnos de la Academia en 1909 contra los lineamientos conservadores del pintor Antonio Herrera Toro constituyó un cambio de enorme trascendencia en la actitud de los artistas en general, efecto del cual, Brandt  no se pudo sustraer pese a su espíritu reservado. Contrajo matrimonio ese año con María Dolores Pérez Pimentel. De esa unión, nacieron sus tres hijas: Julia, Mary y Lola. A partir de 1912 asociaría su nombre al Círculo de Bellas Artes. Brandt fue un artista solitario e insatisfecho pero, por encima de todo, un investigador que había aprendido de la obra de Paul Cézanne.
En 1918 conoció en Caracas al pintor rumano Samys Mützner (1869-1959), quien influyó en su decisión de consagrarse enteramente a la pintura. En poco tiempo, desde 1918 hasta el año de su muerte ocurrida en 1932, realizó la mayor parte de su obra, a lo largo de una rápida evolución que lo llevó del paisaje abierto al intimismo de su obra más reconocida: bodegones, interiores y paisajes arquitectónicos. También se ocupó de la caricatura política, la talla en madera, el diseño de muebles y el hierro forjado.
En el Ateneo de Caracas al año de su muerte se organiza su primera exposición individual.  En 1950 el Museo de Bellas Artes de Caracas presentó una exposición con obras de Brandt y sus hijas, Julia y Mary. También se organiza una exposición en la Sala Mendoza en 1956, una retrospectiva general de su obra en el Museo de Bellas Artes en 1972; y en la Galería de Arte Nacional de Caracas en 1978.  Esta última institución conserva varias obras datadas entre 1899 y 1931.